# Аеродром Хургада
Међународни аеродром Хургада је међународни аеродром египатског туристичког одредишта Хургаде, смештен 5 km југозападно од града. То је друга по величини промета ваздушна лука у Египта, после Међународног аеродрома у Каиру. Промет туриста је махом везан за туризам, па преовлађују сезонске линије и чартери.